# Šarlota Amálie Hesensko-Wanfriedská
Šarlota Amálie Hesensko-Wanfriedská (8. března 1679, Kassel – 18. února 1722, Paříž) byla hesensko-wanfriedská princezna a sedmihradská kněžna.

## Život
Narodila se 8. března 1679 v Kasselu jako dcera Karla, lankraběte z Hesensko-Wanfriedského a lankraběnky Juliany Alexandriny roz. hraběnky Leiningensko-Dachsbursko-Falkenbursko-Heidesheimské.
Dne 26. září 1696 se vdala za Františka Rákócziho. Roku 1704 se její manžel stal sedmihradským knížetem. Narodily se jim čtyři děti:
- Leopold Rákóczi (28. května 1696 - září 1699)
- Josef Rákóczi (17. srpna 1700 - 10. listopadu 1738)
- Jiří Rákóczi (8. srpna 1701 - 22. července 1756)
- Charlotte (Sarolta) Rákócziová (16. listopadu 1706 - prosinec 1706)

Zemřela na následky krvácení ze zubů 18. února 1722 v Paříži.